# Jodocus van Lodenstein
Jodocus van Lodenstein (Delft, 6 februari 1620 - Utrecht, 6 augustus 1677) was een Nederlands predikant en dichter.

## Levensloop
Jodocus van Lodenstein stamde uit een Delfts regentengeslacht. Hij studeerde theologie in Utrecht, waar hij onder andere college volgde bij Gisbertus Voetius. Daarna studeerde hij nog twee jaar aan de Universiteit van Franeker, waar hij les kreeg in Oosterse talen van professor Johannes Coccejus, de latere tegenspeler van Voetius. In 1644 nam Lodenstein een beroep aan naar de dubbelgemeente Zoetermeer en Zegwaart. In 1650 ging hij naar het Zeeuwse Sluis en in 1653 nam hij een beroep naar Utrecht aan. Als predikant wordt hij gezien als vertegenwoordiger van de Nadere Reformatie.
Volgens T. Brienen waren de preken van Van Lodenstein eenvoudig. Hij vermeed lange inleidingen en geleerde woorden. Hij was een echte prediker van de Nadere Reformatie, wat betekent dat hij mensen tot levensheiliging wilde brengen. Hij preekte - volgens Brienen - Wet en Evangelie en zijn toepassingen waren gebonden aan de tekst. In zijn preken maakt hij gebruik van de allegorische methode.

## Vriendenkring en publicaties
Naast predikant was hij ook dichter. De bekendste bundel is Uyt-spanningen.
Zijn vriendenkring bestond onder andere uit Anna Maria van Schuurman (1607-1678), Jacobus Koelman (1632-1695), de Utrechtse hoogleraar theologie Andreas Essenius en zijn Utrechtse collega's Justus van den Bogaart en Abraham van de Velde.

## Trivia
- Het Van Lodenstein-college, een grote scholengemeenschap op reformatorische grondslag met vestigingen in Amersfoort, Barneveld, Ede, Hoevelaken en Kesteren is naar hem vernoemd.